# Ronde van de Algarve 2006
De Ronde van de Algarve 2006 (Portugees: Volta ao Algarve 2006) werd gehouden van 15 februari tot en met 19 februari in Portugal. Het was de 32ste editie van deze rittenkoers, die sinds 2005 deel uitmaakte van de UCI Europe Tour (categorie 2.1). In totaal reden 94 van de 165 startende renners de koers uit. Titelverdediger was de Portugees Hugo Sabido.

## Startlijst
| Barloworld | Discovery Channel | Davitamon-Lotto |  |
| - 1. Pedro Arreitunandia - 2. Giosuè Bonomi - 3. Pedro Cardoso - 4. Enrico Degano - 5. Tiaan Kannemeyer - 6. Hugo Sabido - 7. Amets Txurruka                                    | - 11. José Azevedo - 12. Volodymyr Bileka - 13. Trent Lowe - 14. Jurgen Van den Broeck - 15. Benjamín Noval - 16. Pavel Padrnos - 17. José Luis Rubiera - 18. Jurgen Van Goolen    | - 21. Christophe Brandt - 22. Nick Gates - 23. Bert Roesems - 24. Gert Steegmans - 25. Peter Van Petegem - 26. Wim Vansevenant - 27. Wim Van Huffel - 28. Henk Vogels                      |  |
| Cofidis | Française Des Jeux | Gerolsteiner |  |
| - 31. Frédéric Bessy - 32. Nicolas Roche - 33. Mathieu Heijboer - 34. Sébastien Minard - 35. Maxime Monfort - 36. Luis Perez - 37. Rik Verbrugghe - 38. Bradley Wiggins         | - 41. Bernhard Eisel - 42. Carlos Da Cruz - 43. Frédéric Guesdon - 44. Christophe Mengin - 45. Arnaud Gérard - 46. Mickaël Delage - 47. Christophe Detilloux - 48. Jussi Veikkanen | - 51. Robert Förster - 52. Andrea Moletta - 53. Sven Montgomery - 54. Davide Rebellin - 55. Matthias Russ - 56. Stefan Schumacher - 57. Marcel Strauss - 58. Markus Zberg                  |  |
| T-Mobile Team | Barbot-Halcon | Carvalhelhos-Boavista |  |
| - 61. Linus Gerdemann - 62. Serhij Hontsjar - 63. Kim Kirchen - 64. Eric Baumann - 65. Jörg Ludewig - 66. Stephan Schreck - 67. Patrik Sinkewitz - 68. Thomas Ziegler           | - 71. Claus Michael Møller - 72. Sergio Ribeiro - 73. David Martin - 74. Rui Sa - 75. Carlos Pinho - 76. Vitor Rodrigues - 77. Celestino Pinho - 78. Gustavo Rodriguez             | - 81. Ben Day - 82. Virgilio Santos - 83. Manuel Cardoso - 84. Sergio Bernardo - 85. Tiago Machado - 86. Hélder Magalhães - 87. Joaquim Sampaio - 88. José Rodrigues                       |  |
| Duja-Tavira | Imoholding-Loule Jardim Hotel | LA Aluminios-Liberty Seguros |  |
| - 91. Nelson Vitorino - 92. Ricardo Mestre - 93. Luis Silva - 94. David Livramento - 95. Krassimir Vasilev - 96. Paul Sneeboer - 97. Luis Bartolomeu - 98. Martín Garrido       | - 101. Edgar Anao - 102. Jorge Costa - 103. César Quiterio - 104. Pedro Fernández - 105. Nuño Marta - 106. Renato Silva - 107. César Pinto - 108. Alejandro Marque                 | - 111. Hernâni Brôco - 112. Pedro Lopes - 113. Héctor Guerra - 114. David García - 115. Rui Sousa - 116. Carlos Nozal - 117. Jordi Grau - 118. Luis Pinheiro                               |  |
| Madeinox-Bric-A.R. Canelas | Maia-Milaneza | Paredes Rota dos Móveis |  |
| - 121. Claudio Faria - 122. Helder Oliveira - 123. Sérgio Sousa - 124. Bruno Neves - 125. Marco Cunha - 126. André Vital - 127. Fernando Sousa                                  | - 131. Danail Petrov - 132. Bruno Castanheira - 133. Pedro Cardoso - 134. Pedro Andrade - 135. Bruno Lima - 136. Afonso Azevedo - 137. João Cabreira - 138. Bruno Pires            | - 141. Jorge Torre - 142. José Vaz - 143. Alexandre Oliveira - 144. Gilberto Sampaio - 145. André Cardoso - 146. José Jimenez Cabezuela - 147. Pedro Barnabe - 148. Francisco Tomas Garcia |  |
| Riberalves-Alcobaça | Vitoria-ASC | Chocolat Jacques-TSV |  |
| | | |  |
| - 151. Andrei Zintchenko - 152. Helder Miranda - 153. Joaquim Andrade - 154. Claudio Paulinho - 155. Luis Sarreira - 156. Micael Isidoro - 157. Pedro Soeiro - 158. Hugo Vitor  | - 161. Victoriano Fernández - 162. Paulo Barroso - 163. Pedro Costa - 164. Gilberto Martins - 165. José Sousa - 166. José Martins - 167. Hermano Vieira                            | - 171. Niko Eeckhout - 172. Koen Barbé - 173. Serge Pauwels - 174. Evert Verbist - 175. Kurt Hovelynck - 176. Wesley Van Der Linden - 177. Maarten Wynants - 178. Benny De Schrooder       |  |
| Unibet.com | Rabobank | Team TIAA-Cref |  |
| | | |  |
| - 181. Marco Zanotti - 182. Marco Serpellini - 183. Angel Castresana - 184. Camille Bouquet - 185. Jeremy Hunt - 186. Geert Omloop - 187. Kurt Van De Wouwer - 188. Erwin Thijs | - 191. Kai Reus - 192. Tom Stamsnijder - 193. Lars Boom - 194. William Walker - 195. Tom Leezer - 196. Jos van Emden - 197. Robert Gesink - 198. Tom Veelers                       | - 201. Chad Hartley - 202. Ian MacGregor - 203. Dan Bowman - 204. Timothy Duggan - 205. Michael Lange - 206. Stuart Gillespie - 207. Nathan Mitchell - 208. François Parisien              |  |

## Klassementsleiders
| Etappe      | Winnaar        | Algemeen       | Punten         | Berg              | Sprint            |
| 1           | Marco Zanotti  | Marco Zanotti  | Marco Zanotti  | Patrik Sinkewitz  | Christophe Mengin |
| 2           | Bernhard Eisel | Marco Zanotti  | Marco Zanotti  | Jussi Veikkanen   | Maarten Wynants   |
| 3           | Gert Steegmans | Jeremy Hunt    | Jeremy Hunt    | Jussi Veikkanen   | Hugo Sabido       |
| 4           | Gert Steegmans | Gert Steegmans | Gert Steegmans | Gustavo Rodríguez | Hugo Sabido       |
| 5           | João Cabreira  | João Cabreira  | Gert Steegmans | Gustavo Rodríguez | Hugo Sabido       |
| Eindstanden | Eindstanden    | João Cabreira  | Gert Steegmans | Gustavo Rodríguez | Hugo Sabido       |

## Etappe-overzicht
| etappe | datum       | start         | finish         | afstand  | winnaar        | klassementsleider |
| ------ | ----------- | ------------- | -------------- | -------- | -------------- | ----------------- |
| 1e     | 15 februari | Albufeira     | Tavira         | 162,3 km | Marco Zanotti  | Marco Zanotti     |
| 2e     | 16 februari | Vila do Bispo | Lagos          | 173,5 km | Bernhard Eisel | Marco Zanotti     |
| 3e     | 17 februari | Castro Marim  | Faro           | 198,0 km | Gert Steegmans | Jeremy Hunt       |
| 4e     | 18 februari | Lagoa         | Portimão       | 174,5 km | Gert Steegmans | Gert Steegmans    |
| 5e     | 19 februari | San António   | Alto do Malhão | 183,4 km | João Cabreira  | João Cabreira     |

## Etappe-uitslagen

### 1e etappe
| Albufeira – Tavira (162,3 km) |                |                   |          |
| Plaats                        | Naam           | Ploeg             | Tijd     |
| Winnaar                       | Marco Zanotti  | Unibet.com        | 3u43'30" |
| 2                             | Jeremy Hunt    | Unibet.com        | z.t.     |
| 3                             | Markus Zberg   | Team Gerolsteiner | z.t.     |
|                               |                |                   |          |
| 5                             | Gert Steegmans | Davitamon-Lotto   | z.t.     |
| 11                            | Tom Leezer     | Rabobank          | z.t.     |

### 2e etappe
| Vila do Bispo – Lagos (173,5 km) |                |                       |          |
| Plaats                           | Naam           | Ploeg                 | Tijd     |
| Winnaar                          | Bernhard Eisel | La Française des Jeux | 4u20'43" |
| 2                                | Manuel Cardoso | Carvalhelhos-Boavista | z.t.     |
| 3                                | Niko Eeckhout  | Chocolade Jacques-TV  | z.t.     |
|                                  |                |                       |          |
| 25                               | Paul Sneeboer  | Duja-Tavira           | z.t.     |

### 3e etappe
| Castro Marim – Faro (198 km) |                 |                   |          |
| Plaats                       | Naam            | Ploeg             | Tijd     |
| Winnaar                      | Gert Steegmans  | Davitamon-Lotto   | 4u55'34" |
| 2                            | Jeremy Hunt     | Unibet.com        | z.t.     |
| 3                            | Markus Zberg    | Team Gerolsteiner | z.t.     |
|                              |                 |                   |          |
| 18                           | Tom Stamsnijder | Rabobank          | z.t.     |

### 4e etappe
| Lagoa – Portimão (174,5 km) |                |                   |          |
| Plaats                      | Naam           | Ploeg             | Tijd     |
| Winnaar                     | Gert Steegmans | Davitamon-Lotto   | 4u39'26" |
| 2                           | Robert Förster | Team Gerolsteiner | z.t.     |
| 3                           | Thomas Ziegler | T-Mobile Team     | z.t.     |
|                             |                |                   |          |
| 16                          | Jos van Emden  | Rabobank          | z.t.     |

### 5e etappe
| Vila Real de Santo António – Alto do Malhão (183,4 km) |                |                      |          |
| Plaats                                                 | Naam           | Ploeg                | Tijd     |
| Winnaar                                                | João Cabreira  | Maia Milaneza        | 3u43'30" |
| 2                                                      | Robert Gesink  | Rabobank             | +00'07"  |
| 3                                                      | André Moreira  | Madeinox-Brica-Canel | +00'21"  |
|                                                        |                |                      |          |
| 7                                                      | Gert Steegmans | Davitamon-Lotto      | +00'23"  |

## Eindklassementen
| Plaats    | Naam              | Ploeg                   | Tijd      |
| --------- | ----------------- | ----------------------- | --------- |
| Gele trui | João Cabreira     | Maia Milaneza           | 22u42'00" |
| 2         | Gert Steegmans    | Davitamon-Lotto         | + 00' 10" |
| 3         | Robert Gesink     | Rabobank                | + 00' 11" |
| 4         | André Moreira     | Madeinox-Brica-Canel    | + 00' 27" |
| 5         | Thomas Ziegler    | T-Mobile Team           | + 00' 29" |
| 6         | Davide Rebellin   | Team Gerolsteiner       | + 00' 31" |
| 7         | Héctor Guerra     | LA Aluminios-LS         | + 00' 33" |
| 8         | Celestino Pinho   | Barbot-Halcon           | z.t.      |
| 9         | André Cardoso     | Paredes Rota dos Moveis | z.t.      |
| 10        | José Luis Rubiera | Discovery Channel       | z.t.      |

| Plaats      | Naam           | Ploeg             | Punten |
| ----------- | -------------- | ----------------- | ------ |
| Groene trui | Gert Steegmans | Davitamon-Lotto   | 69     |
| 2           | Markus Zberg   | Team Gerolsteiner | 45     |
| 3           | Jeremy Hunt    | Unibet.com        | 40     |

| Plaats    | Naam              | Ploeg                 | Punten |
| --------- | ----------------- | --------------------- | ------ |
| Rode trui | Gustavo Rodríguez | Barbot-Halcon         | 19     |
| 2         | Jussi Veikkanen   | La Française des Jeux | 11     |
| 3         | João Cabreira     | Maia Milaneza         | 10     |

| Plaats     | Naam            | Ploeg                   | Punten |
| ---------- | --------------- | ----------------------- | ------ |
| Witte trui | Hugo Sabido     | Team Barloworld         | 11     |
| 2          | Pedro Fernández | Imoholding-Loulé Jardim | 6      |
| 3          | Maarten Wynants | Chocolade Jacques-TV    | 4      |

| Plaats | Ploeg             | Tijd      |
| ------ | ----------------- | --------- |
|        | Maia Milaneza     | 68u07'32" |
| 2      | Rabobank          | +00' 26"  |
| 3      | Discovery Channel | +00' 50"  |

1960 · 1961 · 1962-1976 · 1977 · 1978 · 1979 · 1980 · 1981 · 1982 · 1983 · 1984 · 1985 · 1986 · 1987 · 1988 · 1989 · 1990 · 1991 · 1992 · 1993 · 1994 · 1995 · 1996 · 1997 · 1998 · 1999 · 2000 · 2001 · 2002 · 2003 · 2004 · 2005 · 2006 · 2007 · 2008 · 2009 · 2010 · 2011 · 2012 · 2013 · 2014 · 2015 · 2016 · 2017 · 2018 · 2019 · 2020 · 2021 · 2022 · 2023 · 2024 · 2025